# Mistrzostwa Ukrainy w piłce nożnej (1999/2000)
Mistrzostwa Ukrainy w piłce nożnej – sezon 1999/2000 – IX Mistrzostwa Ukrainy, rozgrywane systemem jesień – wiosna, w których 16 zespołów Wyszczej Lihi walczyli o tytuł Mistrza Ukrainy. Persza Liha składała się z 18 zespołów. Druha Liha w grupie A liczyła 16 zespołów, w grupie B – 14 zespołów, a w grupie W – 14 zespołów. Od następnego sezonu Wyszcza Liha będzie liczyła 14 zespołów.
- Mistrz Ukrainy: Dynamo Kijów
- Wicemistrz Ukrainy: Szachtar Donieck
- Zdobywca Pucharu Ukrainy: Dynamo Kijów
- start w eliminacjach Ligi Mistrzów: Dynamo Kijów, Szachtar Donieck
- start w Pucharze UEFA: Krywbas Krzywy Róg, Worskła Połtawa
- awans do Wyszczej Lihi: Stal Ałczewsk
- spadek z Wyszczej Lihi: Prykarpattia Iwano-Frankowsk, Czornomoreć Odessa, Zirka Kirowohrad
- awans do Pierwszej Lihi: Bukowyna Czerniowce, Borysfen Boryspol, Dnipro-2 Dniepropietrowsk
- spadek z Pierwszej Lihi: Naftowyk Ochtyrka, Polissia Żytomierz, Obołoń-PPO Kijów, Czornomorec-2 Odessa, Torpedo Zaporoże
- awans do Druhiej Lihi: Techno-Centr Rohatyn, Frunzenec-Liha-99 Sumy, Sokił Złoczów, FK Krasiłów, Ternopil-Nywa-2 Tarnopol, Dnipro-3 Dniepropietrowsk, FK Czerkasy-2, Szachtar-3 Donieck, Metałurh-2 Mariupol, Stal-2 Ałczewsk, SDJuSzOR-Metałurh Zaporoże
- spadek z Druhiej Lihi: Nywa Winnica, Wiktor Zaporoże, Szachtar Gorłówka, FK Myrhorod

- Premier-liha (1999/2000)
- II liga ukraińska w piłce nożnej (1999/2000)
- III liga ukraińska w piłce nożnej (1999/2000)